# نهر تارا
تارا ((بالروسية: Тара)‏) هو نهر يقع في نوفوسيبيرسك أوبلاست وأوبلاست أومسك في روسيا. وهو رافد أيمن لنهر إيرتيش في مستجمع نهر أوبي المائي. يبلغ طول النهر 806 كيلومتر (501 mi)، ومساحة حوضه 18,300 كيلومتر مربع (7,100 ميل2). يتجمد نهر تارا في أواخر أكتوبر أو نوفمبر ويبقى كذلك حتى أواخر شهر أبريل أو أوائل شهر مايو.